# Serie A2 (Basketball)
Die Serie A2 ist die zweithöchste italienische Spielklasse im Basketball der Herren. Der Veranstalter dieser Liga ist die Associazione Nuova Lega Nazionale Pallacanestro in Zusammenarbeit mit dem italienischen Verband FIP.

## Geschichte

### 1974 bis 2001
Erstmals eingerichtet wurde die Serie A2 im Jahr 1974 als Unterbau der damals wohl spielstärksten und professionellsten europäischen Liga Serie A. Sie löste damit die Serie B als zweithöchste Spielklasse im italienischen Vereinsbasketball ab. An der regulären Saison nahm zunächst zehn Vereinsmannschaften teil. Die zwei besten Mannschaften der regulären Saison erreichten den sofortigen Aufstieg in die Serie A, während die anderen acht Mannschaften mit den acht „schlechtesten“ Mannschaften der Serie A in zwei Gruppen vier weitere Teilnehmer der folgenden Saison in der Serie A ausspielten. Die beiden letztplatzierten Mannschaften der beiden Gruppen stiegen in die nunmehr drittklassige Serie B ab. In der folgenden Saison spielten jeweils zwölf Mannschaften in der regulären Saison der Serie A und A2 nach einem vergleichbaren Prinzip die Teilnehmer der folgenden Saison aus. Dieses Format wurde mit leichten Änderungen bis 1978 durchgehalten. Ab der Saison 1978/79 wurde die Sollstärke der Liga wieder auf 14 Mannschaften erhöht und neben zwei direkten Aufsteigern in die Serie A gab es Play-offs mit den schlechtesten Mannschaften der Serie A um weitere Teilnahmeplätze in der höchsten Spielklasse.
Zwischen 1982 und 1995 spielte die Serie A mit einer Sollstärke von 16 Mannschaften. Die Aufstiegsregelungen erfuhren immer wieder leichte Abwandlungen, wobei sich zuletzt Play-off-Serien am Saisonende ohne Beteiligung von Erstligisten und der Verzicht auf direkte Aufsteiger nach der regulären Saison durchsetzten. Ab Mitte der 1990er Jahre wechselte die Anzahl der teilnehmenden Mannschaften beinahe jede Spielzeit und reduzierte sich auf teilweise, wie in der vorerst letzten Saison 2000/01, nur noch zehn Mannschaften in der regulären Saison, da immer wieder auch Rückzüge und Insolvenzen der einen zunehmenden finanziellen Aufwand betreibenden Mannschaften zu verzeichnen waren. Ab 2001 wurde die Serie A2 durch die LegADue abgelöst, die dadurch gekennzeichnet war, dass die teilnehmenden Mannschaften in einer Selbstorganisation die Spielklasse durchführten und nur bei der eigentlichen Durchführung des Spielbetriebs Unterstützung durch den Verband erfuhren.

### 2001 bis 2013
siehe Legadue

### Seit 2013
Auch die Legadue geriet immer wieder in Krisen durch Insolvenzen teilnehmender Mannschaften und in Streit mit der Lega Basket Serie A um Teilnahmerechte an der höchsten Spielklasse, die teilweise vor Gericht gingen. Letztlich scheiterte die Selbstorganisation 2013 und die Legadue wurde abgeschafft. Die Mannschaften wurden in die Divisione Nazionale A (DNA) eingegliedert, die 2008 beziehungsweise unter diesem Namen 2011 die Serie B als dritthöchste Spielklasse abgelöst hatte. Dabei bildete die bisherige Legadue in der Saison 2013/14 die Spielklasse DNA Gold und die ursprüngliche DNA die DNA Silver mit einer Sollstärke von jeweils 16 Mannschaften. Nach einer Saison kehrte man zu der früher gebräuchlichen Bezeichnung Serie A2 zurück, wobei die Gliederung in zwei hierarchisch getrennte Spielklassen Gold und Silver zunächst bestehen blieb. Gleichzeitig kehrte die vierthöchste Spielklasse Divisione Nazionale B zur Bezeichnung Serie B zurück.
Die hierarchische Gliederung der zweithöchsten Liga in zwei hierarchisch getrennte Spielklassen ist in Europa nicht unüblich und hat sein Vorbild in der Liga Española de Baloncesto (LEB), die unterhalb der mittlerweile wohl spielstärksten europäischen Liga ACB in Spanien aus den Staffeln LEB Oro und LEB Plata gebildet wird. Auch die deutsche 2. Basketball-Bundesliga ist nach einem ähnlichen Prinzip seit 2007 unterteilt in ProA und ProB.
Seit der Spielzeit 2015/16 wird die Serie A2 in den zwei getrennten Staffeln Serie A2 Est und Serie A2 Ovest (deutsch: Serie A2 Ost / Serie A2 West) mit jeweils 16 Mannschaften ausgetragen, die nach Aufstockung der Serie A um zwei zusätzliche Mannschaften zu Ende der Saison 2018/19 auf jeweils 14 Mannschaften reduziert wurde.

## Regeln

### 2019/20
Die jeweils ersten acht Mannschaften der beiden Staffeln spielten nach der regulären Spielzeit in zwei gemischten Play-off Runden zwei Aufsteiger in die Lega Basket Serie A aus. Der Meister der Serie A2 wird in zwei Spielen (Hin- und Rückspiel) zwischen den Siegern der beiden Play-off-Finals ermittelt. Der 13. und 12. jeder Staffel spielt in den Play-outs den jeweils zweiten Absteiger der Staffel Ost und West aus, während der 14. der Serie A2 Est und Ovest nach der regulären Spielzeit direkt in die Serie B absteigt.

## Aktuelle Teilnehmer

### A2 Est
| Team                         | Stadt                |
| ---------------------------- | -------------------- |
| Sporting Club Juvecaserta    | Caserta              |
| Kleb Basket Ferrara          | Ferrara              |
| Pallacanestro Forlì 2.015    | Forlì                |
| Andrea Costa Imola           | Imola                |
| Pallacanestro Mantovana      | Mantua               |
| Urania Milan                 | Mailand              |
| Poderosa Basket Montegranaro | Montegranaro         |
| Pallacanestro Orzinuovi      | Orzinuovi            |
| U.C.C. Piacenza              | Piacenza             |
| Basket Ravenna Piero Manetti | Ravenna              |
| Roseto Sharks                | Roseto degli Abruzzi |
| Cestistica San Severo        | San Severo           |
| Amici Pallacanestro Udinese  | Udine                |
| Tezenis Verona               | Verona               |

### A2 Ovest
| Team                          | Stadt             |
| ----------------------------- | ----------------- |
| Fortitudo Agrigento           | Agrigento         |
| Bergamo Basket 2014           | Bergamo           |
| Pallacanestro Biella          | Biella            |
| Orlandina Basket              | Capo d’Orlando    |
| Junior Libertas Pallacanestro | Casale Monferrato |
| Latina Basket                 | Latina            |
| Napoli Basket                 | Neapel            |
| FCL Contract Legnano          | Legnano           |
| Cuore Napoli Basket           | Neapel            |
| N.P.C. Rieti                  | Rieti             |
| Eurobasket Roma               | Rom               |
| Scafati Basket                | Scafati           |
| Basket Torino                 | Turin             |
| Derthona Basket               | Tortona           |
| Pallacanestro Trapani         | Trapani           |
| Blu Basket 1971               | Treviglio         |

Spielzeit 2019/20